# Пилюто, Владислав Сергеевич
Владислав Сергеевич Пилюто — советский хозяйственный, государственный и политический деятель.

## Биография
Родился в 1934 году. Член КПСС.
До 1970 — инженерный и партийный работник в Могилеве.
В 1970—1974 — первый секретарь Могилевского горкома КП Беларуси.
В 1974—1982 — секретарь Могилевского обкома КП Беларуси.
В 1982—1985 — заведующий сектором Отдела машиностроения ЦК КПСС.
В 1985—1989 — заместитель заведующего Отделом машиностроения ЦК КПСС.
В 1989—1991 — заместитель Председателя Совета Министров Белорусской ССР.
В 1991—1992 — вице-премьер Беларуси.
Депутат Верховного Совета Белорусской ССР 8-го созыва, народный депутат Белорусской ССР/Беларуси (1990—1994). Делегат XXIV съезда КПСС.
Жил в Минске.

## Награды
- Орден Трудового Красного Знамени (25.08.1971, 17.03.1981)